# Bogogno
Bogogno (piemontesisch Boeugn, lombardisch Buégn) ist eine Gemeinde mit 1309 Einwohnern (Stand 31. Dezember 2023) in der italienischen Provinz Novara (NO), Region Piemont.
Die Gemeinde besteht aus den Ortsteilen Arbora und Montecchio. Die Nachbargemeinden sind Agrate Conturbia, Borgomanero, Cressa, Suno und Veruno.
Das Gemeindegebiet umfasst eine Fläche von 8 km².

## Sport
2009 fanden in Bogogno die UCI-Paracycling-Straßenweltmeisterschaften statt.